# St-Fursy (Lagny-sur-Marne)

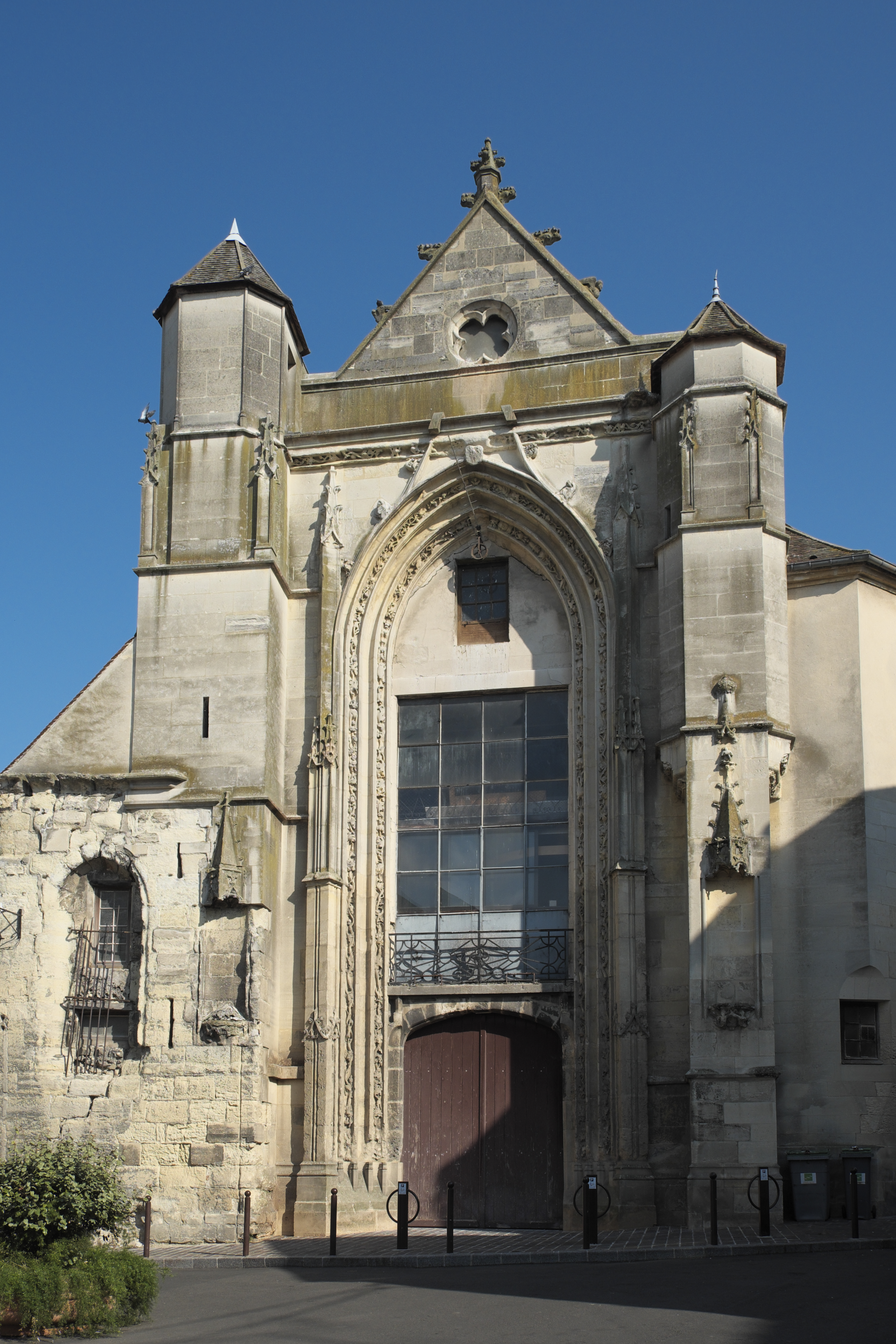
Kirche Saint-Fursy in Lagny-sur-Marne

Die Kirche Saint-Fursy in Lagny-sur-Marne, einer französischen Gemeinde im Département Seine-et-Marne in der Region Île-de-France, wurde ursprünglich im 10. Jahrhundert errichtet. Die Reste der profanierten Kirche an der Place de la Fontaine sind seit 1982 als Monument historique klassifiziert.

## Geschichte
Die dem heiligen Fursa geweihte Kirche wird erstmals im 10. Jahrhundert als Pfarrkirche überliefert. Ende des 12. Jahrhunderts wurde sie im Stil der Gotik umgebaut und im 16. Jahrhundert verändert. Während der Revolution wurde sie im Jahr 1796 an einen privaten Käufer veräußert, der den Chor, den Glockenturm und Teile des Langhauses abreißen ließ. Heute sind nur mehr die Eingangsfassade und drei Joche des Langhauses erhalten. Auf den gotischen Portalbögen sind menschliche Figuren, Tiere, Blätter und Früchte in Stein skulptiert zu sehen. Ende des 20. Jahrhunderts wurde die Fassade von der Eigentümerin, der Gemeinde Lagny, restauriert.